# الصفاردة
الصفاردة هي إحدى قرى منطقة الباحة بقطاع تهامة واحد المراكز التابعة لمحافظه قلوة، وتقع جنوب غرب قلوة، وتعد أقصى حدود منطقة الباحة من الجهة الجنوبية الغربية وتحديدا تقع على ضفاف وادي دوقة، وهي حلقة وصل بين محافظة قلوه والمخواة بالمضيلف وطريق الساحل وموقع سياحي في فصل الربيع، ويوجد بها الكثير من المعالم الطبيعية والآثار.

## الحدود
يحدها من الشمال: مركز الرميضة ومحافظة قلوة، ومن الجنوب: مركز ناوان بحافظة المخواة، ومن الغرب: مركز حفار والمضيلف، ومن الشرق: مركز نيراء ومحافظة قلوة.